# Вулиця Максима Кривоноса (Іллінці)
Ву́лиця Максима Кривоноса (колишня назва — Ворошилова) — вулиця в місті Іллінці Вінницької області. Названа на честь українського військового діяча періоду національно-визвольної війни українського народу 1648—1657, — Максима Кривоноса. Ім'я якого тісно пов'язане з Поділлям.

## Розташування
Вулиця розташована в центральній частині міста. Починається від вулиці Соборної поблизу Іллінецького НВК СЗОШ-гімназії № 2 , простягається на південний схід до Великого базару , кілька разів повертаючи під кутом. Закінчується біля автовокзалу прилучаючись до вулиці Європейської.
Прилеглі вулиці та провулки: Бузкова, Волошкова, Петра Ніщинського, Тараса Шевченка, пров. Європейський, пров. Максима Кривоноса.

## Історія
Свою колишню назву — Ворошилова — вулиця отримала на честь радянського партійного діяча Ворошилова Климента Єфремовича.
30 грудня 2015 року розпорядженням міського голови, вулиця отримала сучасну назву в зв'язку зі вступом в дію закону про декомунізацію.